# Тацуха-Мару
Тацуха-Мару (Tatsuha Maru) — судно, яке взяло участь у операціях японських збройних сил під час Другої японо-китайської та Другої світової війн.
Судно спорудили як Virgilia в 1918 році на британській верфі Russell & Co у Глазго для компанії Gow Harrison & Co. Втім, вже у 1919-му новим власником стала Cunard Steamship, яка поставила судно на лінію між Лондоном та Нью-Йорком. В 1925-му судно продали James Chambers, яка перейменувала його на Corby Castle, а в 1928-му черговим власником стала японська Tatuuma Kisen, котра змінила назву на Тацуха-Мару.
У 1937-му на тлі Другої японо-китайської війни судно реквізували для потреб Імперської армії Японії. Відомо, що 12—18 серпня 1937-го воно здійснило рейс з Кобе до Таку (біля Тяньцзіню), під час якого перевозило бійців 40-ї піхотної дивізії. Наступного року судно повернули власникам.
У 1942-му Імперська армія зафрахтувала судно, а 29 вересня 1943-го знову реквізувала.
Відомо, що восени 1943-го судно здійснювало перевезення в окупованій Південно-Східній Азії. Так, 24 жовтня 1943-го Тацуха-Мару вийшло з Такао (наразі Гаосюн на Тайвані) до Маніли, а 31 жовтня — 10 листопада пройшло в конвої H-1/H-3 з Маніли до острова Хальмахера (північна частина Молуккського архіпелагу).
6 лютого 1944-го судно у складі конвою № 3206 вирушило з Японії на атол Трук у центральній частині Каролінських островів (тут ще до війни створили потужну базу японського ВМФ, з якої до лютого 1944-го провадились операції в цілому ряді архіпелагів). На борту Тацуха-Мару були понад 1 тисяча військовослужбовців 52-ї піхотної дивізії (зі складу 69-го та 150-го піхотних полків, танкового та транспортного підрозділу, польового госпіталю), а також 16 танків, боєприпаси, паливо і продовольство. 17 лютого конвой перебував дещо більш ніж за сотню кілометрів від Труку, коли цю базу атакувало потужне авіаносне угруповання в межах операції «Хейлстоун». Невдовзі після опівдня «Тацуха-Мару» атакували чотири пікіруючі бомбардувальники з авіаносця USS Intrepid. Транспорт був уражений 454-кг бомбою і затонув, загинуло 535 військовослужбовців та моряків. Ще біля восьми сотень осіб підібрали інші кораблі (зокрема, відомо, що після заходу сонця на місце катастрофи для проведення рятувальних робіт повернулись есмінець «Фуджінамі» та кайбокан «Амакуса»).